# 濁綃蝶屬
濁綃蝶屬（學名：Olyras）是蛺蝶科斑蝶亞科綃蝶族中的一個屬。物種分佈於哥斯達黎加至秘魯一帶。

## 物種
- 濁綃蝶 Olyras crathis
  - 夢濁綃蝶 O. c. montagui
- 寅濁綃蝶 Olyras insignis
  - 黑紋濁綃蝶 O. i. praestans
- 傘紋濁綃蝶 Olyras theon